# Brian Panowich
Brian Panowich (Fort Dix, New Jersey, 22 de desembre de 1971) és un escriptor estatunidenc de novel·la negra.

## Biografia
Va créixer a Europa, degut a la carrera militar del seus pares. Posteriorment va tornar als Estats Units, concretament a Geòrgia (Estats Units).
Va estar uns anys vivint de la música, fins que després de casar-se i tenir la seva primera filla, va decidir deixar aquesta vida i es va fer bomber a Augusta (Geòrgia).
Està casat i té cuatre fills.
Té un estil sec i precís, i «mesura a la perfecció la intriga i tot un agresiu catàleg de les emocions i debilitats humanes», donant a la trama un ritme perfecte.
Els crítics acostumen a incloure'l a la categoria de country noir.
Es declara seguidor de Elmore Leonard i John Connolly.

## Premis
- Nominat al Premi Barry a la millor primera novel·la 2016 per Bull Mountain.
- Nominat al Premi Anthony a la millor primera novel·la 2016 per Bull Mountain.
- Guanyador del Thriller Award a la Millor Primera Novel·la 2016 per Bull Mountain.[4]
- Pat Conroy Southern Book Prize 2016 per Bull Mountain.[5]

## Obres
- Bull Mountain. 2015.
  - Edició en castellà: Bull Mountain. Siruela.
- Like Lions. 2019.
  - Edició en castellà: Como leones. Siruela.
- Hard Cash Valley. 2020.
- Nothing But the Bones. 2024.